# Lista de espécies de tubarão
Esta é uma lista de espécies de tubarão:

## OrdemHexanchiformes

### FamíliaChlamydoselachidae
- Tubarão-cobra (Chlamydoselachus anguineus)

### FamíliaHexanchidae
- Tubarão-de-sete-guelras (Heptranchias perlo)
- Tubarão-albafar (Hexanchus griseus)
- Canhabota-olho-grande (Hexanchus nakamurai)
- Cação-bruxa (Notorynchus cepedianus)

## OrdemSqualiformes

### FamíliaEchinorhinidae
- Peixe-prego (Echinorhinus brucus)
- Echinorhinus cookei

### FamíliaCentrophoridae
- Centrophorus acus
- Centrophorus granulosus
- Centrophorus harrissoni
- Gata-lixa (Centrophorus lusitanicus)
- Centrophorus moluccensis
- Centrophorus niaukang
- Centrophorus squamosus
- Centrophorus tesselatus
- Centrophorus uyato
- Deania calcea
- Deania hystricosa
- Deania profundorum
- Deania quadrispinosum

## OrdemDalatiidae
- Aculeola nigra
- Centroscyllium excelsum
- Centroscyllium fabricii
- Centroscyllium granulatum
- Centroscyllium kamoharai
- Centroscyllium nigrum
- Centroscyllium ornatum
- Centroscyllium ritteri
- Centroscymnus coelolepis
- Centroscymnus crepidater
- Centroscymnus cryptacanthus
- Centroscymnus macracanthus
- Centroscymnus owstoni
- Centroscymnus plunketi
- Cirrhigaleus asper
- cirrhigaleus australis
- Cirrhigaleus barbifer
- Dalatias licha
- Etmopterus baxteri
- Etmopterus brachyurus
- Etmopterus bullisi
- Etmopterus carteri
- Etmopterus decacuspidatus
- Etmopterus gracilispinis
- Etmopterus granulosus
- Etmopterus hillianus
- Etmopterus lucifer
- Etmopterus perryi
- Etmopterus polli
- Etmopterus princeps
- Etmopterus pusillus
- Etmopterus schultzi
- Etmopterus sentosus
- Etmopterus spinax
- Etmopterus unicolor
- Etmopterus villosus
- Etmopterus virens
- Euprotomicroides zantedeschia
- Euprotomicrus bispinatus
- Heteroscymnoides marleyi
- Tubarão-charuto (Isistius brasiliensis)
- Isistius labialis
- Isistius plutodus
- Mollisquama parini
- Oxynotus bruniensis
- Oxynotus caribbaeus
- Oxynotus centrina
- Oxynotus japonicus
- Tubarão-porco (Oxynotus paradoxus)
- Scymnodalatias albicauda
- Scymnodalatias garricki
- Scymnodalatias oligodon
- Scymnodalatias sherwoodi
- Scymnodon ichiharai
- Scymnodon obscurus
- Scymnodon ringens
- Scymnodon squamulosus
- Tubarão-da-groenlândia (Somniosus microcephalus)
- Somniosus pacificus
- Somniosus rostratus
- Squaliolus aliae
- Squaliolus laticaudus

### FamíliaSqualidae
- Squalus acanthias
- Squalus acutirostris
- Squalus asper
- Squalus blainville
- Squalus cubensis
- Squalus japonicus
- Squalus megalops
- Squalus melanurus
- Squalus mitsukurii
- Squalus rancureli

## OrdemPristiophoriformes

### FamíliaPristiophoridae
- Pliotrema warreni
- Pristiophorus cirratus
- Pristiophorus japonicus
- Pristiophorus nudipinnis
- Pristiophorus schroederi

## OrdemSquatiniformes

### FamíliaSquatinidae
- Squatina aculeata
- Anjo-do-leste-africano (Squatina africana)
- Cação-viola (Squatina argentina)
- Squatina australis
- Squatina californica
- Squatina dumeril
- Squatina formosa
- Squatina guggenheim
- Squatina japonica
- Squatina nebulosa
- Cação-anjo-de-asa-curta (Squatina occulta)
- Squatina punctata
- Squatina squatina
- Squatina tergocellata
- Squatina tergocellatoides

## OrdemHeterodontiformes

### FamíliaHeterodontidae
- Heterodontus francisci
- Heterodontus galeatus
- Heterodontus japonicus
- Heterodontus mexicanus
- Heterodontus portusjacksoni
- Heterodontus quoyi
- Heterodontus ramalheira
- Heterodontus zebra

## OrdemOrectolobiformes

### FamíliaParascylliidae
- Cirrhoscyllium expolitum
- Cirrhoscyllium formosanum
- Cirrhoscyllium japonicum
- Parascyllium collare
- Parascyllium ferrugineum
- Parascyllium sparsimaculatum
- Parascyllium variolatum

### FamíliaBrachaeluridae
- Brachaelurus waddi
- Heteroscyllium colcloughi

### FamíliaOrectolobidae
- Eucrossorhinus dasypogon
- Orectolobus japonicus
- Orectolobus maculatus
- Orectolobus ornatus
- Orectolobus wardi
- Sutorectus tentaculatus

### FamíliaHemiscylliidae
- Chiloscyllium arabicum
- Chiloscyllium burmensis
- Chiloscyllium caerulopunctatum
- Chiloscyllium griseum
- Chiloscyllium hasseltii
- Chiloscyllium indicum
- Chiloscyllium plagiosum
- Hemiscyllium freycineti
- Hemiscyllium hallstromi
- Tubarão-epaulette (Hemiscyllium ocellatum)
- Hemiscyllium strahani
- Hemiscyllium trispeculare

### FamíliaGinglymostomatidae
- Tubarão-lixa (Ginglymostoma cirratum)
- Nebrius ferrugineus
- Pseudoginglymostoma brevicaudatum

### FamíliaRhincodontidae
- Tubarão-baleia (Rhincodon typus)

### FamílisStegostomatidae
- Tubarão Zebra (Stegostoma fasciatum ou varium)

## OrdemCarcharhiniformes

### FamíliaScyliorhinidae
- Apristurus acanutus
- Apristurus albisoma
- Apristurus aphyodes
- Apristurus atlanticus
- Apristurus brunneus
- Apristurus canutus
- Apristurus exsanguis
- Apristurus federovi
- Apristurus gibbosus
- Apristurus herklotsi
- Apristurus indicus
- Apristurus internatus
- Apristurus investigatoris
- Apristurus japonicus
- Apristurus kampae
- Apristurus laurussonii
- Apristurus longicephalus
- Apristurus macrorhynchus
- Apristurus macrostomus
- Apristurus manis
- Apristurus microps
- Apristurus micropterygeus
- Apristurus nasutus
- Apristurus parvipinnis
- Apristurus pinguis
- Apristurus platyrhynchus
- Apristurus profundorum
- Apristurus riveri
- Apristurus saldanha
- Apristurus sibogae
- Apristurus sinensis
- Apristurus spongiceps
- Apristurus stenseni
- Asymbolus analis
- Asymbolus funebris
- Asymbolus occiduus
- Asymbolus pallidus
- Asymbolus parvus
- Asymbolus rubiginosus
- Asymbolus submaculatus
- Asymbolus vincenti
- Atelomycterus fasciatus
- Atelomycterus macleayi
- Atelomycterus marmoratus
- Aulohalaelurus kanakorum
- Aulohalaelurus labiosus
- Cephaloscyllium fasciatum
- Cephaloscyllium isabellum
- Cephaloscyllium laticeps
- Cephaloscyllium silasi
- Cephaloscyllium sufflans
- Cephaloscyllium umbratile
- Cephaloscyllium ventriosum
- Cephalurus cephalus
- Galeus antillensis
- Galeus arae
- Galeus boardmani
- Galeus cadenati
- Galeus eastmani
- Galeus gracilis
- Galeus longirostris
- Galeus melastomus
- Galeus mincaronei
- Galeus murinus
- Galeus nipponensis
- Galeus piperatus
- Galeus polli
- Galeus sauteri
- Galeus schultzi
- Galeus springeri
- Halaelurus alcocki
- Halaelurus boesemani
- Halaelurus buergeri
- Halaelurus canescens
- Halaelurus dawsoni
- Halaelurus hispidus
- Halaelurus immaculatus
- Halaelurus lineatus
- Halaelurus lutarius
- Halaelurus natalensis
- Halaelurus quagga
- Haploblepharus edwardsii
- Haploblepharus fuscus
- Haploblepharus pictus
- Parmaturus campechiensis
- Parmaturus macmillani
- Parmaturus melanobranchius
- Parmaturus pilosus
- Parmaturus xaniurus
- Pentanchus profundicolus
- Poroderma africanum
- Poroderma patherinum
- Schroederichthys bivius
- Schroederichthys chilensis
- Schroederichthys maculatus
- Schroederichthys saurisqualus
- Schroederichthys tenuis
- Scyliorhinus besnardi
- Scyliorhinus boa
- Scyliorhinus canicula
- Scyliorhinus capensis
- Scyliorhinus cervigoni
- Scyliorhinus comoroensis
- Scyliorhinus garmani
- Scyliorhinus haeckelii
- Scyliorhinus hesperius
- Scyliorhinus meadi
- Scyliorhinus retifer
- Scyliorhinus stellaris
- Scyliorhinus tokubee
- Scyliorhinus torazame
- Scyliorhinus torrei

### FamíliaProscylliidae
- Ctenacis fehlmanni
- Eridacnis barbouri
- Eridacnis radcliffei
- Eridacnis sinuans
- Gollum attentuatus
- Proscyllium habereri
- Proscyllium venustum

### FamíliaPseudotriakidae
- Pseudotriakis microdon

### FamíliaLeptochariidae
- Leptocharias smithii

### FamíliaTriakidae
- Furgaleus macki
- Tubarão-vitamínico (Galeorhinus galeus)
- Gogolia filewoodi
- Hemitriakis abdita
- Hemitriakis falcata
- Hemitriakis japanica
- Hemitriakis leucoperiptera
- Hypogaleus hyugaensis
- Iago garricki
- Iago omanensis
- Mustelus antarcticus
- Mustelus asterias
- Mustelus californicus
- Mustelus canis
- Mustelus dorsalis
- Mustelus fasciatus
- Mustelus griseus
- Mustelus henlei
- Mustelus higmani
- Mustelus lenticulatus
- Mustelus lunulatus
- Mustelus manazo
- Mustelus mento
- Mustelus mosis
- Mustelus mustelus
- Mustelus norrisi
- Mustelus palumbes
- Mustelus punctulatus
- Mustelus schmitti
- Mustelus sinusmexicanus
- Mustelus whitneyi
- Scylliogaleus quecketti
- Triakis acutipinna
- Triakis maculata
- Triakis megalopterus
- Triakis scyllium
- Tubarão-leopardo (Triakis semifasciata)

### FamíliaHemigaleidae
- Chaenogaleus macrostoma
- Hemigaleus microstoma
- Hemipristis elongata
- Paragaleus leucolomatus
- Paragaleus pectoralis
- Paragaleus tengi

### FamíliaCarcharhinidae
- Tubarão-de-focinho-negro (Carcharhinus acronotus)
- Carcharhinus albimarginatus
- Carcharhinus altimus
- Carcharhinus amblyrhynchoides
- Tubarão-cinzento-dos-recifes (Carcharhinus amblyrhynchos)
- Carcharhinus amboinensis
- Carcharhinus borneensis
- Tubarão-cobre (Carcharhinus brachyurus)
- Carcharhinus brevipinna
- Carcharhinus cautus
- Carcharhinus dussumieri
- Carcharhinus falciformis
- Carcharhinus fitzroyensis
- Tubarão-das-galápagos (Carcharhinus galapagenisis)
- Carcharhinus hemiodon
- Carcharhinus isodon
- Tubarão-cabeça-chata (Carcharhinus leucas)
- Tubarão-galha-preta (Carcharhinus limbatus)
- Tubarão-galha-branca-oceânico (Carcharhinus longimanus)
- Carcharhinus macloti
- Tubarão-de-pontas-negras-do-recife (Carcharhinus melanopterus)
- Carcharhinus menisorrah
- Tubarão-negro (Carcharhinus obscurus)
- Carcharhinus perezii
- Tubarão-corre-costa (Carcharhinus plumbeus)
- Carcharhinus porosus
- Carcharhinus sealei
- Carcharhinus signatus
- Carcharhinus sorrah
- Carcharhinus tilstoni
- Carcharhinus wheeleri
- Tubarão-tigre (Galeocerdo cuvier)
- Glyphis gangeticus
- Glyphis glyphis
- Glyphis siamensis
- Isogomphodon oxyrhynchus
- Lamiopsis temmincki
- Loxodon macrorhinus
- Nasolamia velox
- Negaprion acutidens
- Tubarão-limão (Negaprion brevirostris)
- Tubarão-azul (Prionace glauca)
- Rhizoprionodon acutus
- Rhizoprionodon lalandii
- Rhizoprionodon longurio
- Rhizoprionodon oligolinx
- Rhizoprionodon porosus
- Rhizoprionodon taylori
- Rhizoprionodon terraenovae
- Scoliodon laticaudus
- Tubarão-de-pontas-negras-do-recife (Triaenodon obesus)

### FamíliaSphyrnidae
- Eusphyra blochii
- Sphyrna corona
- Sphyrna couardi
- Sphyrna lewini
- Sphyrna media
- Sphyrna mokarran
- Sphyrna tiburo
- Sphyrna tudes
- Sphyrna zygaena

## OrdemLamniformes

### FamíliaOdontaspididae
- Tubarão-touro (Carcharias taurus)
- Carcharias tricuspidatus
- Odontaspis ferox
- Odontaspis noronhai

### FamíliaPseudicarchariidae
- Tubarão-crocodilo (Pseudocarcharias kamoharai)

### FamíliaMitsukurinidae
- Tubarão-duende (Mitsukurina owstoni)

### FamíliaMegachasmidae
- Tubarão-boca-grande (Megachasma pelagios)

### FamíliaAlopiidae
- Alopias pelagicus
- Tubarão-raposa-de-olho-grande (Alopias superciliosus)
- Alopias vulpinus

### FamíliaCetorhinidae
- Tubarão-elefante (Cetorhinus maximus)

### FamíliaLamnidae
- Tubarão-branco (Carcharodon carcharias)
- Tubarão-mako ou Tubarão-anequim (Isurus oxyrinchus)
- Isurus paucus
- Tubarão-salmão (Lamna ditropis)
- Lamna nasus